# Simutrans

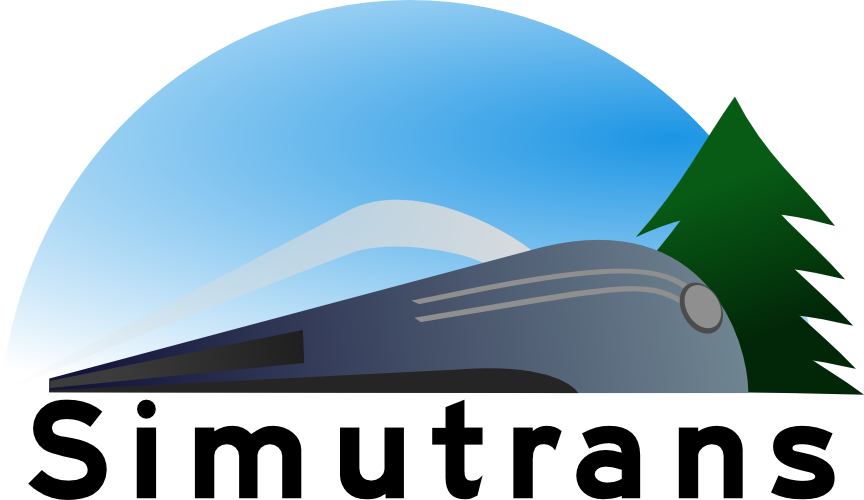
Logotyp

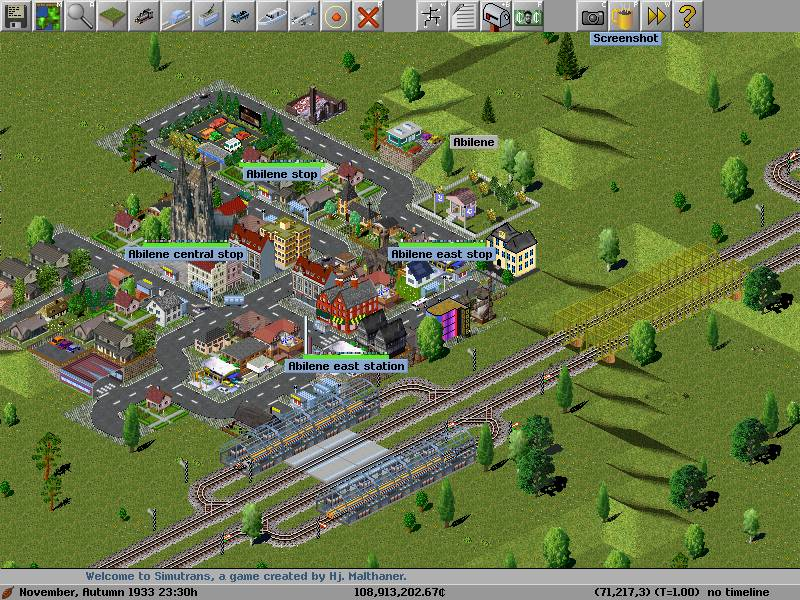
En stad i Simutrans

Simutrans (Transport Simulator) är ett fritt multiplattforms simulationsdatorspel, tillgängligt för bland annat Microsoft Windows, Linux och Mac OS. Spelaren skall bygga ett effektivt transportnät och på det transportera passagerare, post och olika slags gods mellan olika platser. 
Simutrans har sina rötter i Transport Tycoon och utvecklades i början (1997) av Hansjörg Malthaner, men sedan 2004 utvecklas programmet av användarna själva. Programmet är främst skrivet i C++ och är numera öppen källkod.

## Översikt
Huvudmålet för spelaren är att skapa ett effektivt transportsystem för passagerare, post och olika slags gods och leverera dem till sina destinationer snabbt och med minimalt antal byten. Samtidigt skall spelaren låta sitt företag växa (eller åtminstone undvika konkurs).
Godset kan bestå av råvaror som transporteras till en fabrik som i sin tur producerar halvfabrikat eller slutprodukter. Slutprodukterna transporteras därefter till en butik i någon stad. Simutrans definierar ett antal sådana kedjor. Ett exempel: Olja transporteras från ett oljefält till ett raffinaderi. Raffinaderiet konverterar oljan till bensin som sedan ska transporteras till någon bensinstation. 
Det finns flera transportsätt att välja på: järnväg, spårväg, lastbil, sjöfart eller luftfart. För varje transportsätt finns ett antal olika fordon, var och en med sina för- och nackdelar. Det finns möjlighet att endast ha tidsenliga fordon, exempelvis endast häst- eller oxdragna fordon innan det fanns några bilar.
Det finns även konkurrenter i form av AI-spelare.
Simutrans består av ett kärnprogram och ett eller flera så kallade "paksets". Ett "pakset" defininerar utseendet och den ekonomiska strukturen i Simutrans medan kärnprogrammet är själva motorn i spelet.

## Recensioner
GameDaily's Big Download betraktade i november 2008 Simutrans som ett av de bästa fria transportsimulatorerna då det har fokus på själva transportsystemet, logistiken bakom det, relativt kompetenta konkurrenter och support för egna anpassningar av spelet. Viss kritik framfördes dock, särskilt mot den inte alltid optimala algoritmen för att hitta rätt väg, i synnerhet när det gällde att hitta alternativvägar vid trafikstockningar för järnvägstrafik.